# ضمير الرمدان
ضمير الرمدان قرية سوريّة تتبع إداريّاً لمحافظة ريف دمشق منطقة دوما ناحية الضمير، بلغ تعداد سكانها 1,768 نسمة حسب التعداد السكاني لعام 2004.